# نفود قنيفذة
نفود قنيفذة كثبان رملية واسعة، تقع في منطقة الرياض بالمملكة العربية السعودية، وتبلغ مساحتها 2,000 كم2 وتمثل 0,3% من مجمل التجمعات الرملية في المملكة.
تواجه النفود في جبل طويق على شكل مثلث أرسه في الشرق٬ وكأنها تسد الفتحة التي فتحتها روافد شبكة وادي برك في هذا الجزء، لذا فهي تتداخل مع الشواهد المتبقية من التلال أحيانًا، كما تتداخل مع الأودية وتسد مجراها، الأمر الذي كون عددًا من المواقع ذات المناظر والأشكال الطبيعية الرائعة. يزيد أهمية النفود قربها من مدينة الرياض فأطرافها الغربية تقع على بعد حوالي 25 كيلو متر فقط عبر طريق الرياض - مكة المكرمة٬ وتجاورها مدن صغيرة وقرى أهمها المزاحمية وضرما وجو وتبراك٬ وقد استغلت بعض أطرافها استراحات خاصة وتجارية.